# Melolobium stipulatum
Melolobium stipulatum är en ärtväxtart som först beskrevs av Carl Peter Thunberg, och fick sitt nu gällande namn av William Henry Harvey. Melolobium stipulatum ingår i släktet Melolobium och familjen ärtväxter. Inga underarter finns listade i Catalogue of Life.